# Amorphinopsis pallescens
Amorphinopsis pallescens är en svampdjursart som först beskrevs av Topsent 1892.  Amorphinopsis pallescens ingår i släktet Amorphinopsis och familjen Halichondriidae. Inga underarter finns listade i Catalogue of Life.